# Henk Elzer
Hendrik (Henk) Elzer (Amsterdam, 14 augustus 1932 - Bergen, 28 juni 2011) was een Nederlands voetballer.
Elzer speelde tussen 1951 en 1957 in totaal 104 wedstrijden voor AFC Ajax. Hij maakte de overgang van amateurs naar profs mee en werd in zijn laatste seizoen landskampioen met Ajax. In het seizoen 1957-1958 speelde hij negen duels voor Willem II.